# Sociologia del coneixement
La sociologia del coneixement és una disciplina que estudia les relacions entre saber i entorn social, analitzant com es produeix i difon el coneixement, quins tipus de saber es privilegien, quina relació guarden amb el poder, la ideologia i les normes de la comunitat, com afecten les noves descobertes als grups socials i com influeix l'estructura general de la societat en el coneixement. La sociologia de l'educació i la sociologia de la ciència sovint comparteixen camps d'estudi amb aquesta disciplina.
Entre els pensadors més rellevants de la sociologia del coneixement, cal destacar el paper fundador d'Émile Durkheim i Karl Mannheim, les aportacions sobre relacions entre poder i coneixement de Michel Foucault i noms com els de Peter L. Berger i Georges Gurvitch. En Primitiva classificació, de Durkheim i Mauss, prenen un estudi del grup "primitiu" de la mitologia per tal d'argumentar que els sistemes de classificació es basen de manera col·lectiva i que les divisions en aquests sistemes es deriven de les categories socials. Tot i que cap d'autor va encunyar ni utilitza específicament el terme "sociologia del coneixement", el seu treball és una primera i important contribució al camp.
El terme específic "sociologia del coneixement" es va generalitzar en la dècada de 1920, quan diversos sociòlegs al·lòfons, sobretot Max Scheler i Karl Mannheim, hi van escriure extensivament. Amb el predomini del funcionalisme al llarg dels anys centrals del segle xx, la sociologia del coneixement tendeix a romandre a la perifèria del corrent principal del pensament sociològic. Va ser en gran part reinventat i s'aplicà molt més a la vida quotidiana en la dècada de 1960, especialment per Peter L. Berger i Thomas Luckmann en La construcció social de la realitat (1966) i continua sent el centre dels mètodes que s'ocupen de la comprensió qualitativa de la societat humana (compareu amb realitat construïda socialment). Els estudis "genealògics" i "arqueològics" de Michel Foucault són de considerable influència contemporània.

## Escoles

### Émile Durkheim
Émile Durkheim (1858–1917) és acreditat per haver estat el primer professor d'establir amb èxit el camp de la sociologia, la institucionalització d'un departament de sociologia de la Universitat de Bordeus, en la dècada de 1890. Mentre que les seves obres tracten una sèrie de temes, incloent-hi el suïcidi, la família, les estructures socials i les institucions socials, una gran part de la seva obra tracta de la sociologia del coneixement. El 1902, va publicar, amb Marcel Mauss, De quelques formes primitives de classification, un assaig que analitza com les diferents formes en què una societat s'organitza estructuralment impacta en la formació de les categories d'una societat i els sistemes d'agrupació lògica.

### Karl Mannheim
Els filòsofs i polítics alemanys Karl Marx (1818-1883) i Friedrich Engels (1820-1895) van argumentar en Die deutsche Ideologie (1846, Ideologia alemanya) i en altres llocs que les ideologies de la gent, incloent-hi els seus drets socials i les creences i opinions polítiques, tenen les seves arrels en els interessos de classe i, més àmpliament, en les circumstàncies socials i econòmiques en què viuen:
"Es tracta de persones en el desenvolupament del seu trajecte material, en el canvi, i juntament amb això en la seva existència real, el seu pensament i els productes del seu pensament. L'ésser no està determinat per la consciència, sinó per la consciència de ser." (Marx-Engels, Gesamtausgabe, 1/5).